# Affenhirn

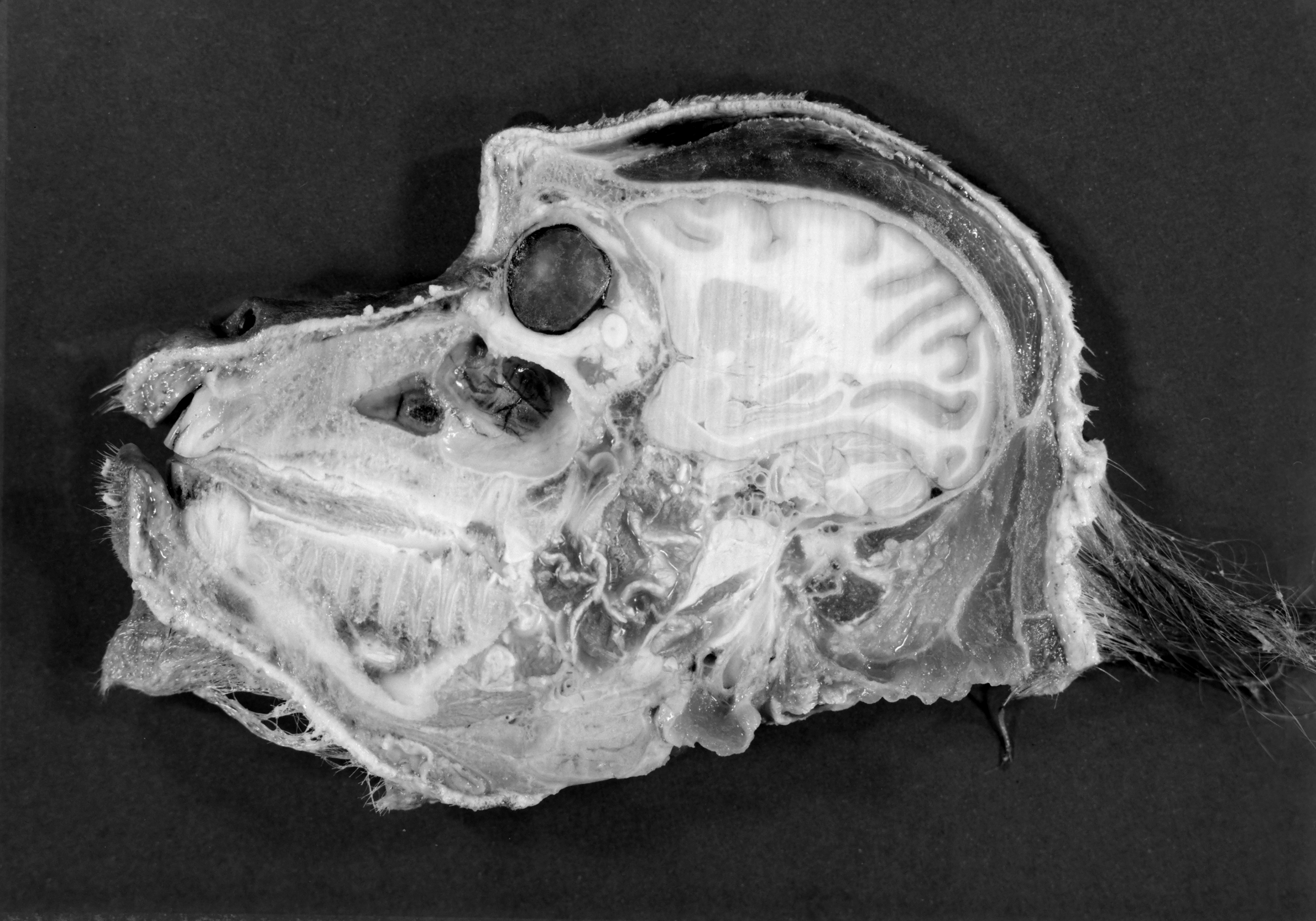
Fotogtrafie eines präparierten Affenkopfes mit Gehirn, 1963 (National Archives and Records Administration)

Affenhirn ist das Gehirn eines Affen. Aus menschlicher Sicht ist es insbesondere im Hinblick auf die Hirnentwicklung interessant und wird daher hinsichtlich der Unterschiede und Gemeinsamkeiten erforscht und untersucht. Studien existieren beispielsweise im Bereich der vergleichenden Anatomie (insbesondere der Neurologie) und der evolutionären Anthropologie.
Aus medizinischer Sicht ist das Gehirn von Affen von Interesse, weil es dem der Menschen am ähnlichsten ist, was dazu führt, dass Affen in Forschungseinrichtungen nach wie vor für medizinische Tierversuche genutzt werden. Dennoch ist die Affenhirnforschung zum Zweck der Grundlagenforschung auch bei Medizinern umstritten und wird unter anderem vom Verein Ärzte gegen Tierversuche, in dem sowohl Mediziner als auch Veterinäre vertreten sind, kritisiert. Zu der Frage der Aussagekraft von Ergebnissen aus der Affenhirnforschung sowie ihrer Übertragbarkeit auf Menschen gibt es somit unterschiedliche Standpunkte.

## Anatomische Erkenntnisse
Mit einem Durchschnittsvolumen von 1230 Kubikzentimetern, ist das menschliche Gehirn ungefähr dreimal so groß wie das Gehirn von Menschenaffen. Das Durchschnittsvolumen der Gehirne von Schimpansen liegt dagegen bei 385 cm³, während Orang-Utans 405 cm³ und Gorillas 495 cm³ erreichen.
Des Weiteren konnten Größenunterschiede bei der Oberfläche der Großhirnrinde festgestellt werden, die bei Menschen zehnmal größer ist, als beispielsweise bei Makaken, was Auswirkungen auf Kognition und Wahrnehmung hat.

## Affenhirnforschung
In der vergleichenden Anatomie lassen sich bei Menschen und Primaten lassen sich sowohl Übereinstimmungen, als auch Abweichungen hinsichtlich der Struktur und des Aufbaus der Gehirne feststellen. Untersuchungen an Makaken ergaben bereits vor 2008, dass sowohl die für Sensorik und Motorik verantwortlichen Hirnareale den gleichen Aufbau haben. Beim Parietallappen ergaben bildgebende Verfahren einen ähnlichen Aufbau. Ähnlichkeiten im Aufbau der Hirnrinde wiesen dagegen nur einige, große Primatenarten auf.
Die Forschungseinrichtungen begegnen den moralischen und ethischen Einwänden gegen Tierversuche an Primaten nicht nur durch das Vorstellen ihrer Forschungsergebnisse. Die Universität Bremen, an der nach wie vor neurobiologische Versuche an Makaken durchgeführt werden, nennt daher Argumente, die für die Fortsetzung derartiger Forschung sprechen. 
Obgleich das menschliche Gehirn in seiner Struktur einzigartig ist, erlauben die vorhandenen Ähnlichkeiten bei der Verarbeitung visueller Eindrücke und der Planung von Handlungen, nach Ansicht der Arbeitsgruppe, Rückschlüsse auf Funktionsweisen kognitiver Prozesse, die im menschlichen Gehirn ähnlich ablaufen. Zu den wichtigen Erkenntnissen, die ohne Versuche an Affen nicht möglich gewesen wären, zählt die Entdeckung der Spiegelneuronen, die erst bei Affen entdeckt und dann auch beim Menschen nachgewiesen wurden. Auch die neurologischen Hintergründe der Parkinson-Krankheit wurden durch Untersuchungen an Affen beschrieben.
Während der Tierschutzbund die Tatsache, dass 2024 weitere Versuchen an Makaken genehmigt wurden, als „Skandal“ bezeichnet, gibt die Universität Auskunft über die tierärztliche Versorgung, die Haltungsbedingungen und die Bedingungen der dort lebenden Makaken. Die Einhaltung der gesetzlichen Anforderungen an die Haltungsbedingungen, wird (nach Angaben der Universität) zusätzlich durch externe Veterinärmediziner überprüft.

## Kontroverse Wahrnehmung
Die Frage, ob Hirnforschung an Affen generell verboten sein sollte, oder ob die daraus gewonnenen Erkenntnisse diese Form von Forschung rechtfertigen, wird nicht nur im deutschsprachigen Raum kontrovers diskutiert. Die Tatsache, dass es unter anderem in Deutschland möglich ist, Tierversuche an Affen durchzuführen wird auch im Ausland wahrgenommen und unterschiedlich bewertet. Sowohl die Gegner als auch die Befürworter haben sich europaweit organisiert und nehmen öffentlich Stellung zu dem Thema.

## Affenhirn als Nahrung
Berichte, denen zufolge das Hirn von noch lebenden Affen in China als Delikatesse verzehrt wird, sind dagegen ein Mythos. Nach Angaben von China Central Television wurde ein Restaurant in der Provinz Jiangxi nach der Entdeckung geschlossen, wo die dort geschützten Rhesusaffen geschlachtet und zum Verzehr angeboten wurden. Angeblich konnten die Gäste dort auch das Hirn – für umgerechnet etwa 200 Euro pro Kilo – verzehren.
Eine Forschergruppe der Arizona State University wies nach, dass Schimpansen das Hirn erbeuteter Tiere als proteinreiche Nahrungsquelle nutzen. Im Gombe-Stream-Nationalpark wurden Videoaufnahmen ausgewertet, die deutlich ergaben, dass Schimpansen bei juvenilen Beutetieren (also Neugeborene, Jungtieren und Halbwüchsigen) als erstes den Kopf fraßen. Es wird davon ausgegangen, dass der Verzehr von Gehirn die neurologische Entwicklung unterstützt, weil es einen hohen Fettgehalt hat und eine gute Quelle für langkettige Fettsäuren ist. Untersuchungen aus dem Senegal bestätigten, dass Schimpansen bei der Jagd auf junge Galagos ebenfalls zuerst die Köpfe fraßen.